# 八吉祥经
《八吉祥經》，為佛教典籍，內容為講述娑婆世界東方過一恒河沙至八恒河沙數的世界，世界的名稱及佛陀的名號，以及持誦其世界及佛名的功德。另外介紹八位大菩薩，“是八人求道已來無央數劫。於今未取佛。願言：使十方天下人民皆得佛道。若有急疾。皆當呼我八人名字。即得解脫。壽命欲終時。我八人便當飛往迎逆之。”。

## 译本
此經漢譯版本現存五種 ：
- 《八吉祥神呪》，出三藏記集作失譯，開元錄作支謙譯；
- 《八陽神呪經》或作《八陽經》，出三藏記集作失譯，法經錄載八陽神呪經一卷出竺法護所譯《生經》，開元錄作竺法護譯；
- 《八部佛名經》，出三藏記集作失譯，開元錄作瞿曇般若流支譯；
- 《八吉祥經》，南梁僧伽婆羅譯（譯本用「說此祇夜」，與僧伽婆羅其他譯本用語相同。求那跋陀羅譯本在類似段落是翻為「而說偈言」，故求那跋陀羅三藏所譯出的《八吉祥經》已佚失。）；
- 《八佛名號經》或作《八佛名經》，隋闍那崛多譯，道邃筆受；

在藏文甘珠爾中有此經兩種譯本。